# Nathan Marsters
Pour les articles homonymes, voir Marsters.
Nathan Marsters (né le 28 janvier 1980 à Grimsby, dans la province de l'Ontario au Canada, mort le 8 juin 2009 à West Lincoln dans la même province) est un joueur professionnel de hockey sur glace évoluant à la position de gardien de but.

## Carrière
Réclamé au cinquième tour du repêchage de la LNH de 2000 par les Kings de Los Angeles alors qu'il évolue pour les Chiefs de Chilliwack, club de la Ligue de hockey de la Colombie-Britannique, Il rejoint l'année suivante les rangs universitaire, s'alignant alors avec les Engineers de Rensselaer, club évoluant dans la division ECAC Hockey du championnat de la NCAA.
Marsters devient joueur professionnel en 2004 alors qu'il rejoint les IceGators de la Louisiane, club de l'ECHL. Devenant agent libre l'été suivant, il signe alors un contrat avec les Mighty Ducks d'Anaheim et s'aligne pour la saison suivante avec leur club affilié en LAH, les Pirates de Portland. Après deux autres saisons en Amérique du Nord où il partage son temps entre la LAH, l'ECHL et la LCH, il quitte pour l'Allemagne durant la saison 2007-2008, rejoignant pour neuf rencontres les Krefeld Pinguine de la DEL. Il dispute également cinq autres parties avec le Graz 99ers de la ÖEL en Autriche avant de se retirer de la compétition.
Dans la soirée du lundi 8 juin 2009, alors qu'il est au volant de son Chevrolet Silverado, il heurte de plein fouet un cerf ayant fait irruption sur la route. Les policiers constatent son décès sur le lieu de l'accident.

### Statistiques en club
| Saison    | Équipe                    | Ligue |    | Saison régulière | Saison régulière | Saison régulière | Saison régulière | Saison régulière | Saison régulière | Saison régulière | Saison régulière | Saison régulière | Saison régulière |    | Séries éliminatoires | Séries éliminatoires | Séries éliminatoires | Séries éliminatoires | Séries éliminatoires | Séries éliminatoires | Séries éliminatoires | Séries éliminatoires | Séries éliminatoires |
| Saison    | Équipe                    | Ligue | PJ | V                | D                | Pr/N             | Min              | BC               | Moy              | % Arr            | Bl               | Pun              | PJ               | V  | D                    | Min                  | BC                   | Moy                  | % Arr                | Bl                   | Pun                  |                      |                      |
| 1997-1998 | Blues de Bramalea         | LHJPO | 12 |                  |                  |                  | 539              | 25               | 2,78             |                  | 2                |                  |                  |    |                      |                      |                      |                      |                      |                      |                      |                      |                      |
| 1998-1999 | Blues de Bramalea         | LHJPO | 29 |                  |                  |                  | 1 711            | 91               | 3,19             |                  | 3                | 6                |                  |    |                      |                      |                      |                      |                      |                      |                      |                      |                      |
| 1999-2000 | Blues de Bramalea         | LHJPO | 28 |                  |                  |                  | 1 668            | 98               | 3,53             |                  | 2                | 16               |                  |    |                      |                      |                      |                      |                      |                      |                      |                      |                      |
| 1999-2000 | Chiefs de Chilliwack      | LHCB  | 15 | 9                | 6                | 0                | 825              | 63               | 4,58             |                  | 0                |                  | 20               | 15 | 5                    | 1 187                | 62                   | 3,13                 |                      | 0                    |                      |                      |                      |
| 2000-2001 | Engineers de Rensselaer   | ECAC  | 28 | 14               | 13               | 1                | 1 631            | 64               | 2,35             | 92,9             | 4                | 0                |                  |    |                      |                      |                      |                      |                      |                      |                      |                      |                      |
| 2001-2002 | Engineers de Rensselaer   | ECAC  | 28 | 15               | 9                | 3                | 1 627            | 70               | 2,58             | 92,0             | 1                | 2                |                  |    |                      |                      |                      |                      |                      |                      |                      |                      |                      |
| 2002-2003 | Engineers de Rensselaer   | ECAC  | 24 | 7                | 15               | 1                | 1 286            | 73               | 3,41             | 89,1             | 0                | 4                |                  |    |                      |                      |                      |                      |                      |                      |                      |                      |                      |
| 2003-2004 | Engineers de Rensselaer   | ECAC  | 35 | 21               | 13               | 1                | 2 094            | 75               | 2,15             | 92,2             | 5                | 2                |                  |    |                      |                      |                      |                      |                      |                      |                      |                      |                      |
| 2004-2005 | IceGators de la Louisiane | ECHL  | 54 | 18               | 30               | 4                | 3 108            | 182              | 3,51             | 90,1             | 1                | 12               |                  |    |                      |                      |                      |                      |                      |                      |                      |                      |                      |
| 2005-2006 | Pirates de Portland       | LAH   | 37 | 23               | 9                | 2                | 2 050            | 106              | 3,10             | 90,0             | 0                | 0                | 4                | 1  | 2                    | 195                  | 9                    | 2,77                 | 89,5                 | 0                    | 0                    |                      |                      |
| 2005-206  | Lynx d'Augusta            | ECHL  | 4  | 1                | 1                | 2                | 219              | 14               | 3,83             | 85,1             | 0                | 0                |                  |    |                      |                      |                      |                      |                      |                      |                      |                      |                      |
| 2006-2007 | Pirates de Portland       | LAH   | 5  | 2                | 3                | 0                | 287              | 16               | 3,35             | 86,9             | 0                | 0                |                  |    |                      |                      |                      |                      |                      |                      |                      |                      |                      |
| 2006-2007 | Lynx d'Augusta            | ECHL  | 16 | 7                | 6                | 2                | 887              | 58               | 3,92             | 88,1             | 0                | 0                |                  |    |                      |                      |                      |                      |                      |                      |                      |                      |                      |
| 2006-2007 | Bucks de Laredo           | LCH   | 8  | 5                | 2                | 0                | 437              | 19               | 2,61             | 91,7             | 0                | 0                |                  |    |                      |                      |                      |                      |                      |                      |                      |                      |                      |
| 2007-2008 | Lynx d'Augusta            | ECHL  | 11 | 4                | 3                | 2                | 492              | 32               | 3,90             | 88,3             | 0                | 0                |                  |    |                      |                      |                      |                      |                      |                      |                      |                      |                      |
| 2007-2008 | Nailers de Wheeling       | ECHL  | 6  | 1                | 2                | 0                | 281              | 18               | 3,84             | 91,0             | 0                | 0                |                  |    |                      |                      |                      |                      |                      |                      |                      |                      |                      |
| 2007-2008 | Graz 99ers                | ÖEL   | 5  |                  |                  |                  |                  |                  | 2,18             | 93,9             |                  |                  |                  |    |                      |                      |                      |                      |                      |                      |                      |                      |                      |
| 2007-2008 | Krefeld Pinguine          | DEL   | 9  | 4                | 5                | 0                | 543              | 32               | 3,53             | 87,5             | 0                | 0                |                  |    |                      |                      |                      |                      |                      |                      |                      |                      |                      |

## Honneurs et trophées
- ECAC Hockey
  - Nommé dans la deuxième équipe d'étoiles en 2004.
- ECHL
  - Invité au Match des étoiles en 2005.

## Transactions en carrière
- Repêchage de la LNH 2000 : réclamé par les Kings de Los Angeles (5e choix de l'équipe, 165e choix au total).
- 28 novembre 2005 : signe à titre d'agent libre avec les Mighty Ducks d'Anaheim.
- 8 juin 2009 : mort dans un accident de la route.